# Île-de-Bréhat
Île-de-Bréhat település Franciaországban, Côtes-d’Armor megyében. Lakosainak száma 427 fő (2022. január 1.).

## Fekvése
Bretagne keleti partjai mentén, Brehat szigetén fekvő település.

## Leírása
A 3,5 km hosszú kis sziget Brehat szigete legszélesebb részén is másfél km. Északi része vad, déli fele viszont barátságos. Déli részén van a kikötője is a kis falu is. A szigetnek összesen ezer lakosa sincs, lakosai száma nyaranta azonban megsokszorozódik. 
A sziget és színözöne a bretagne-i partok festőinek régen és most is kedvelt témájuk volt: rózsaszínű porfirsziklák alatt aranysárga a homok, smaragdzöld a tenger, és a halásztanyák sötétje mögül előfehérlenek a villák, kertjeikben mimózákkal és fügefákkal.

## Galéria

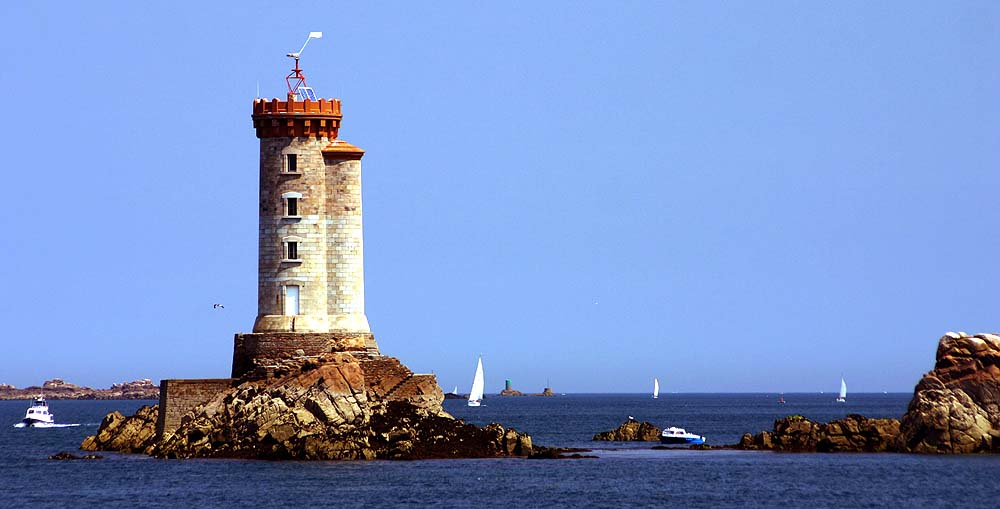
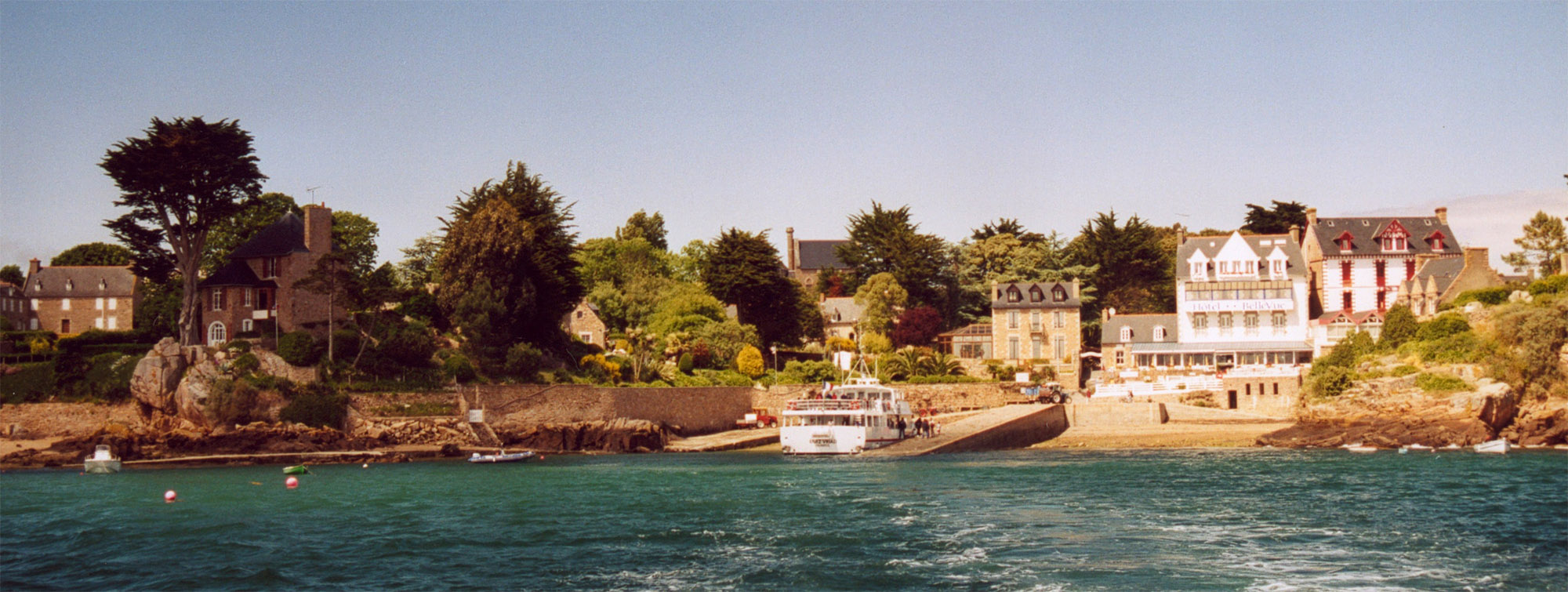
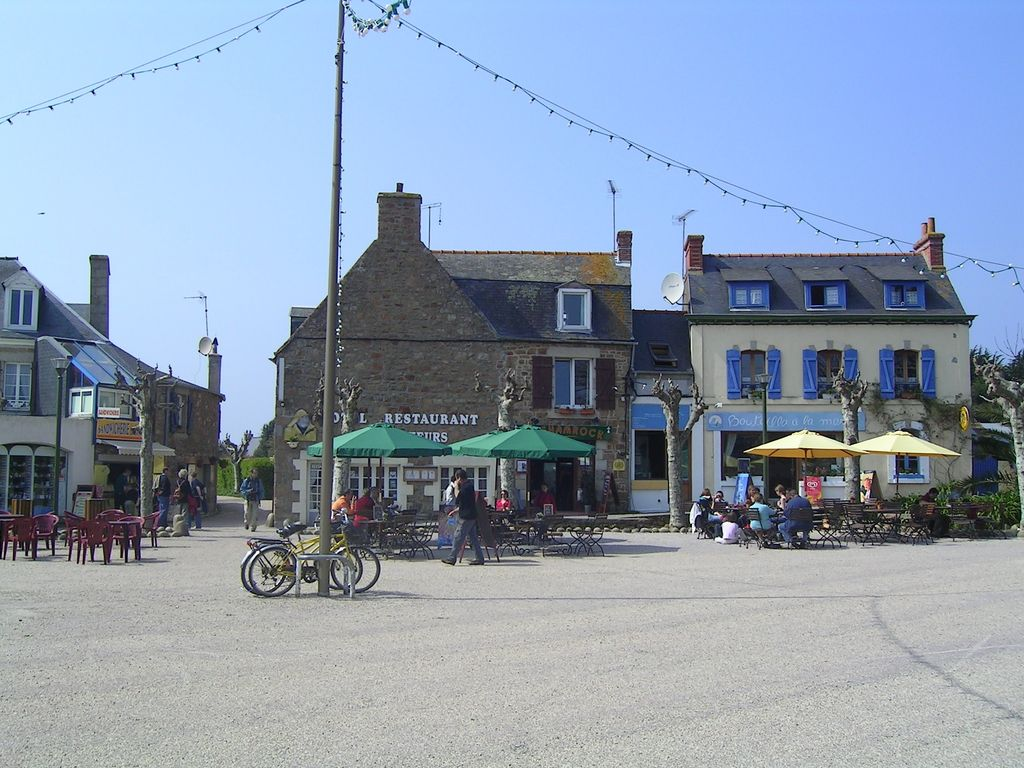
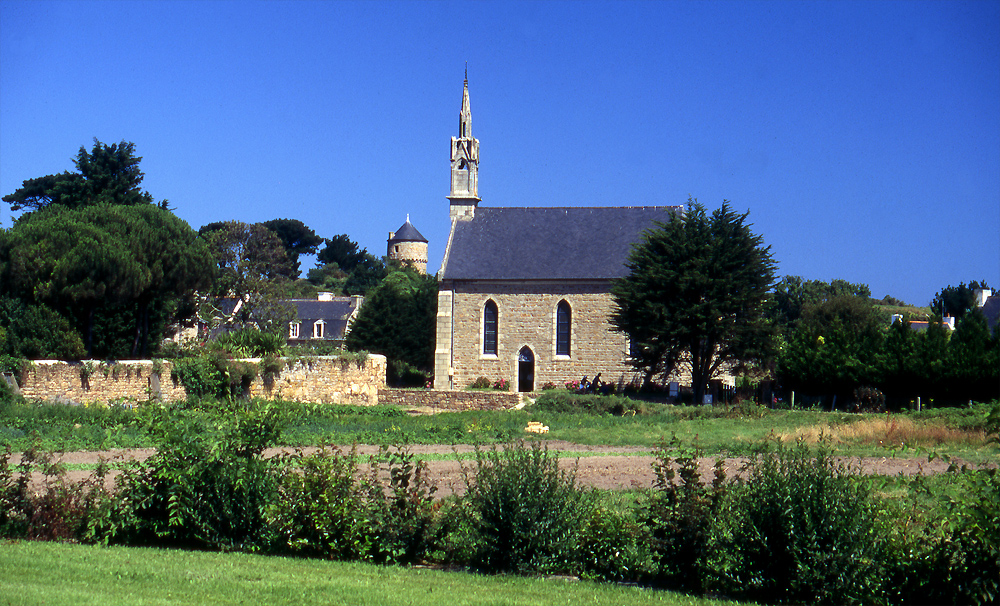
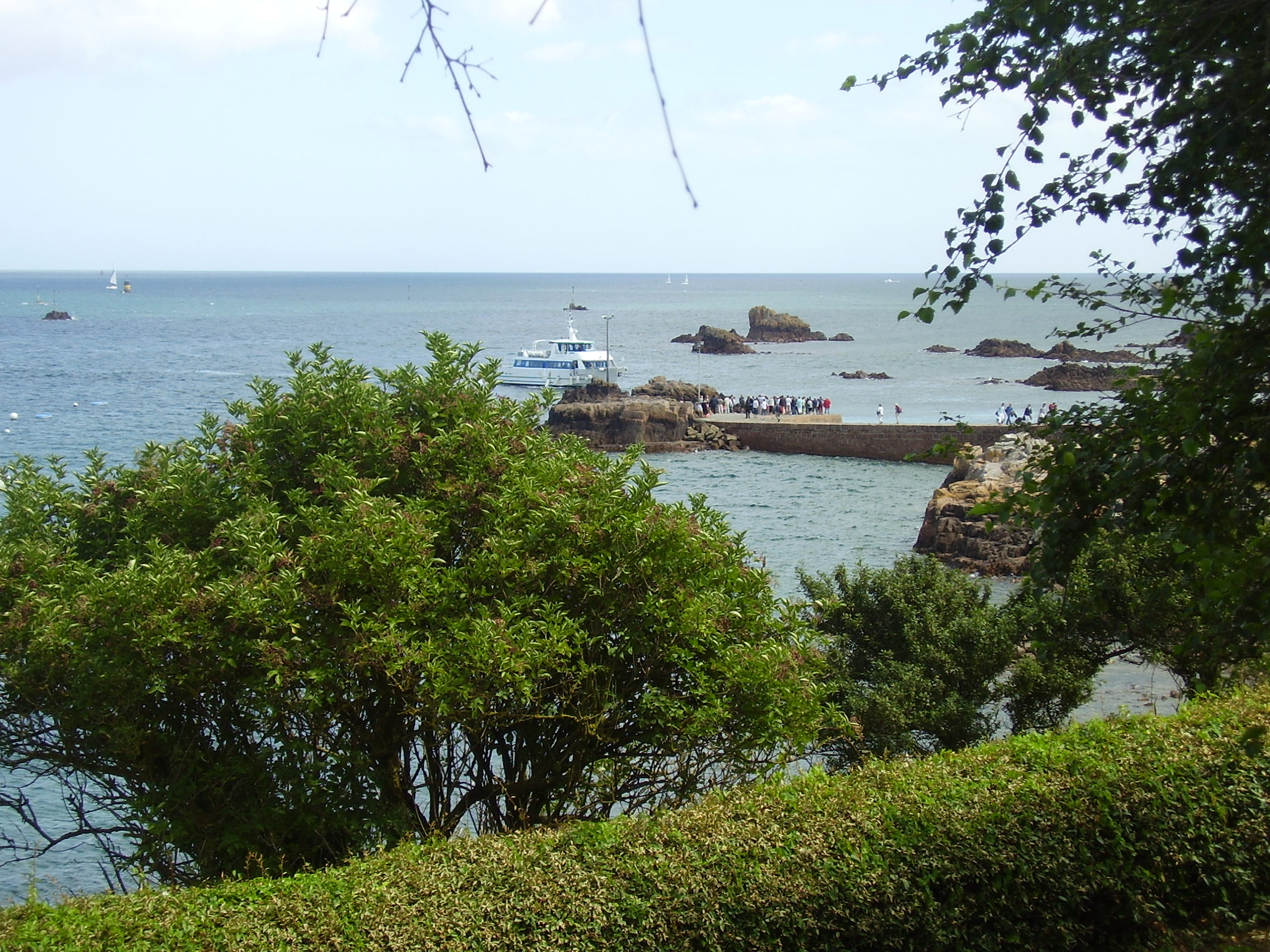
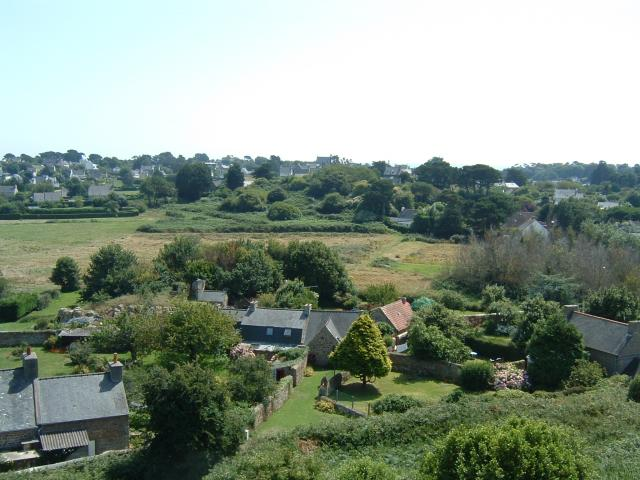
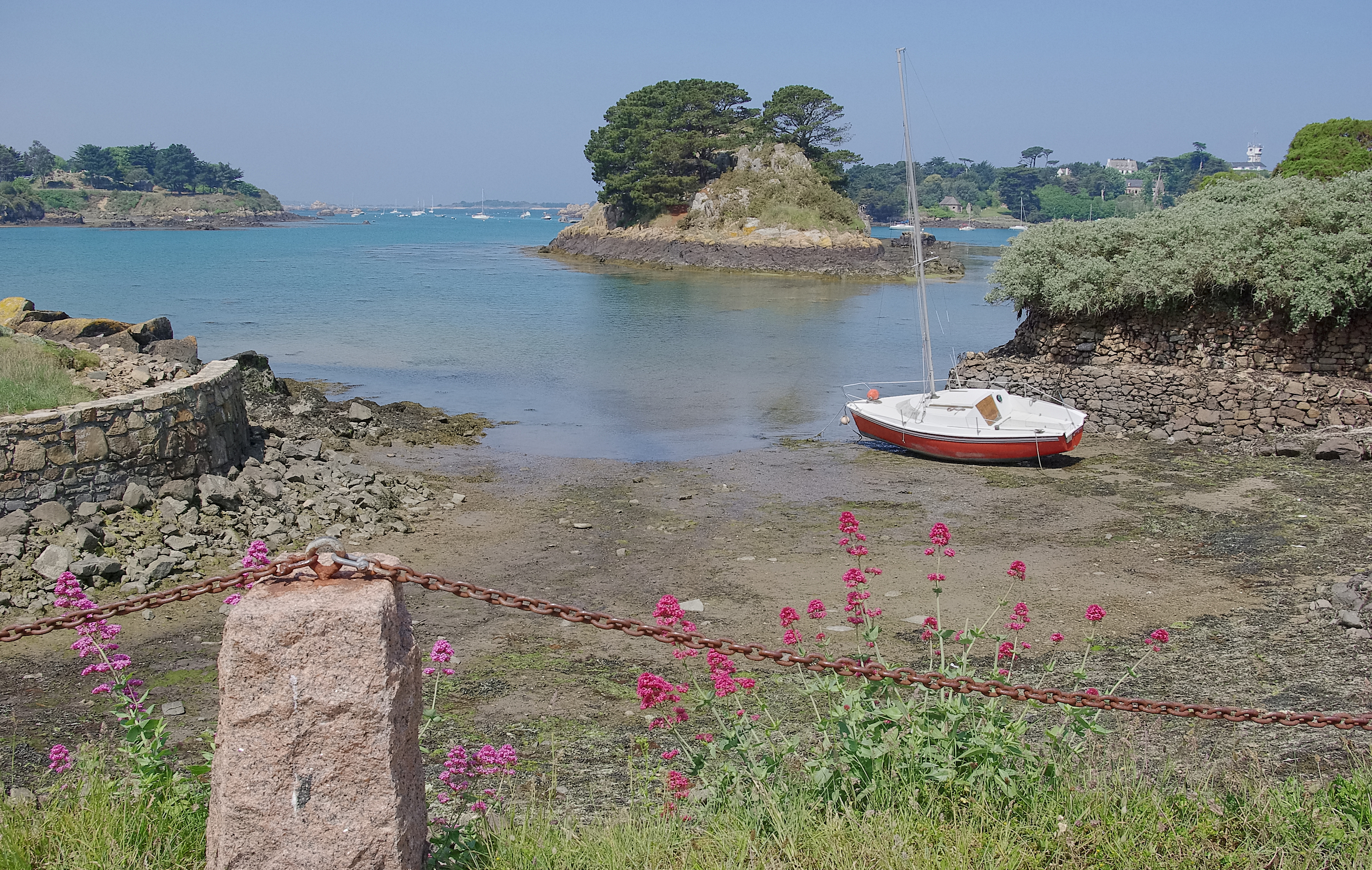
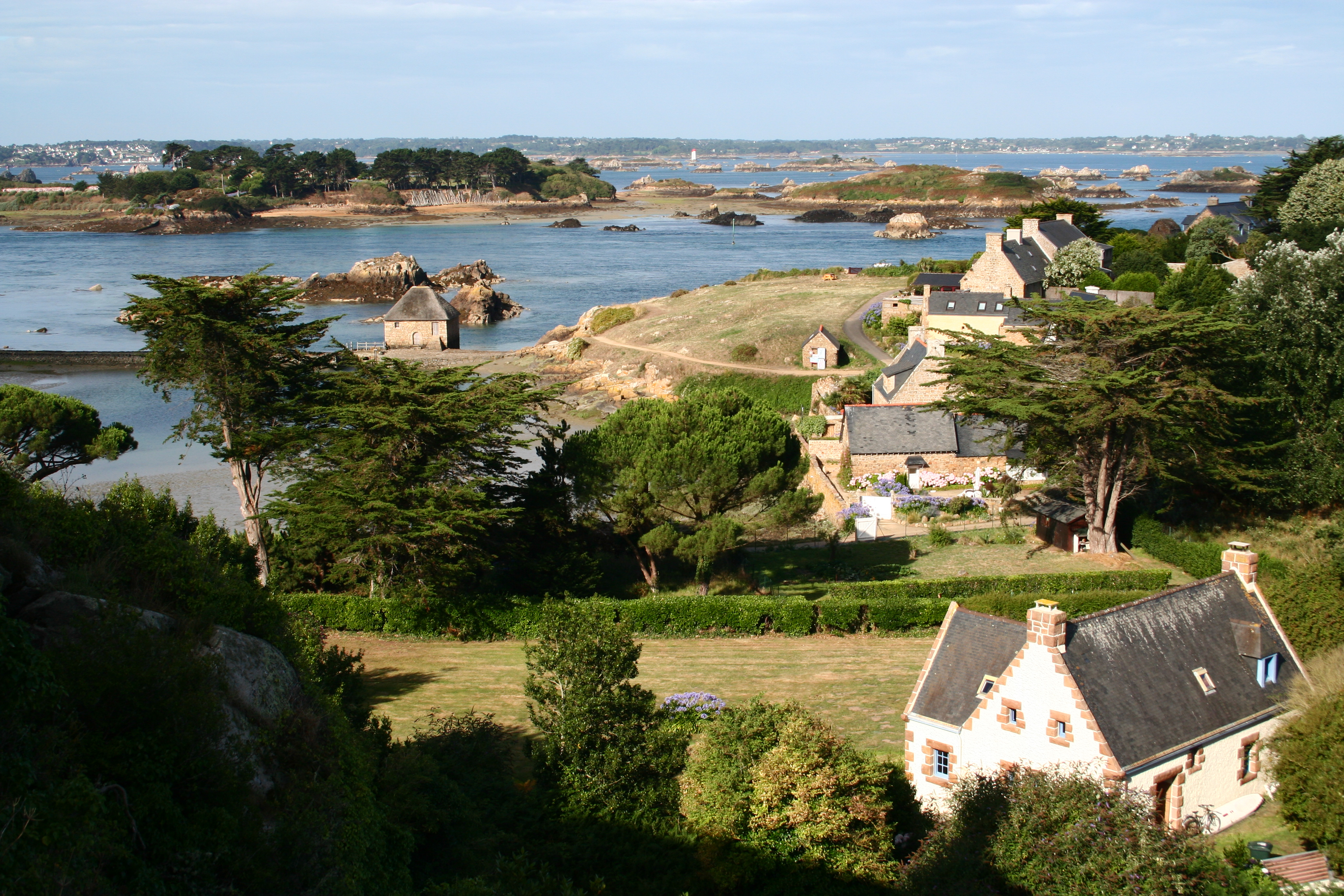
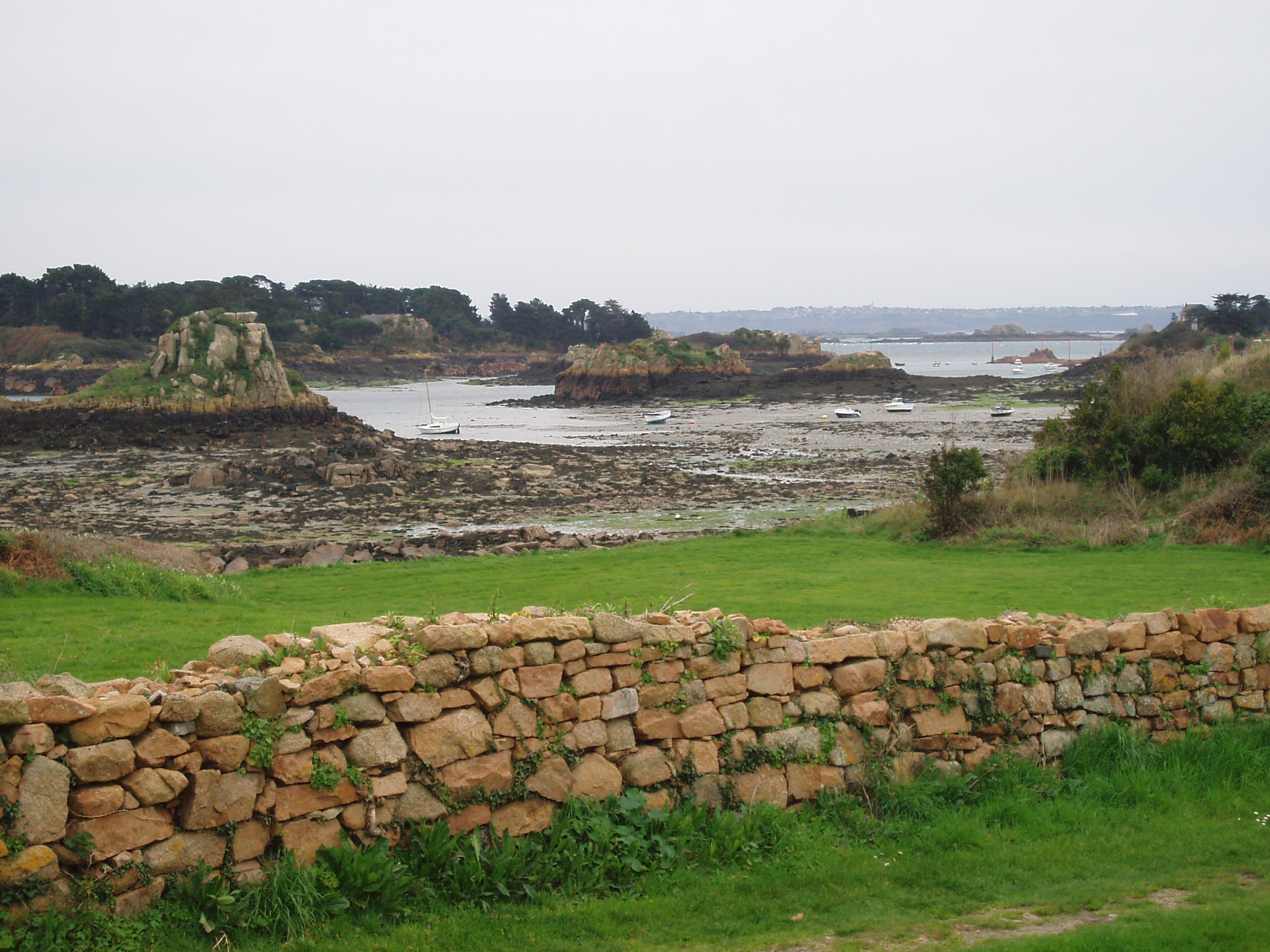
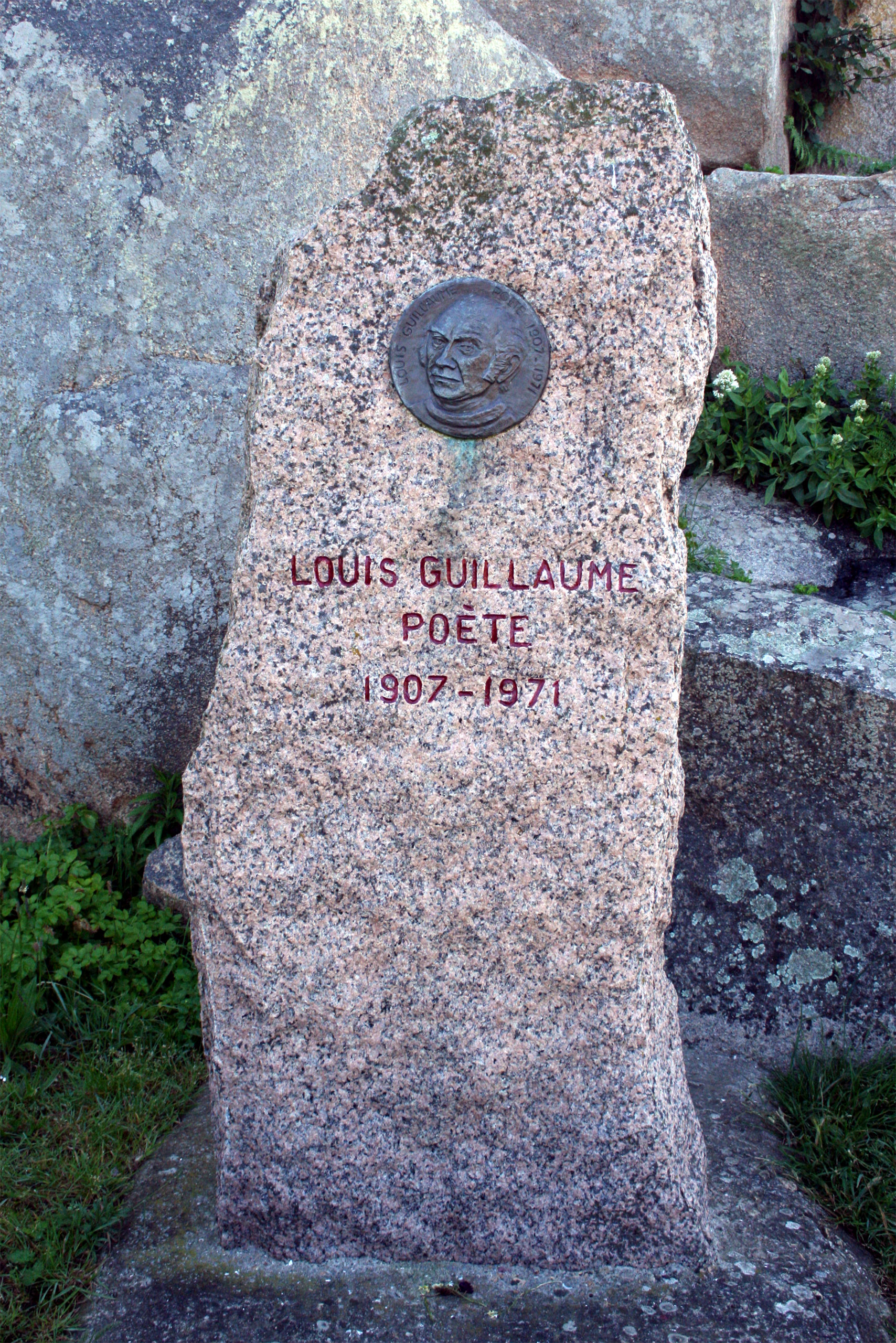
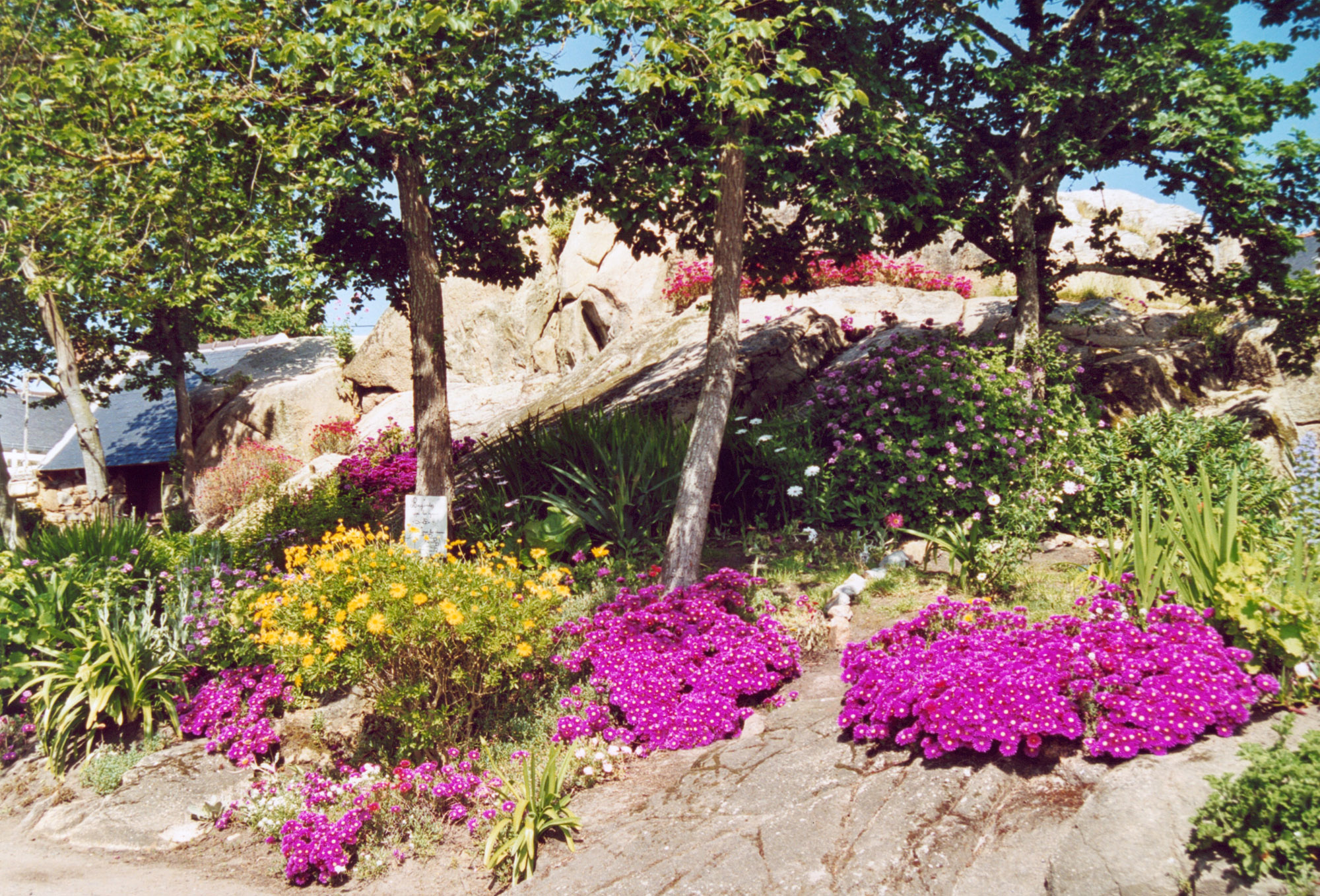
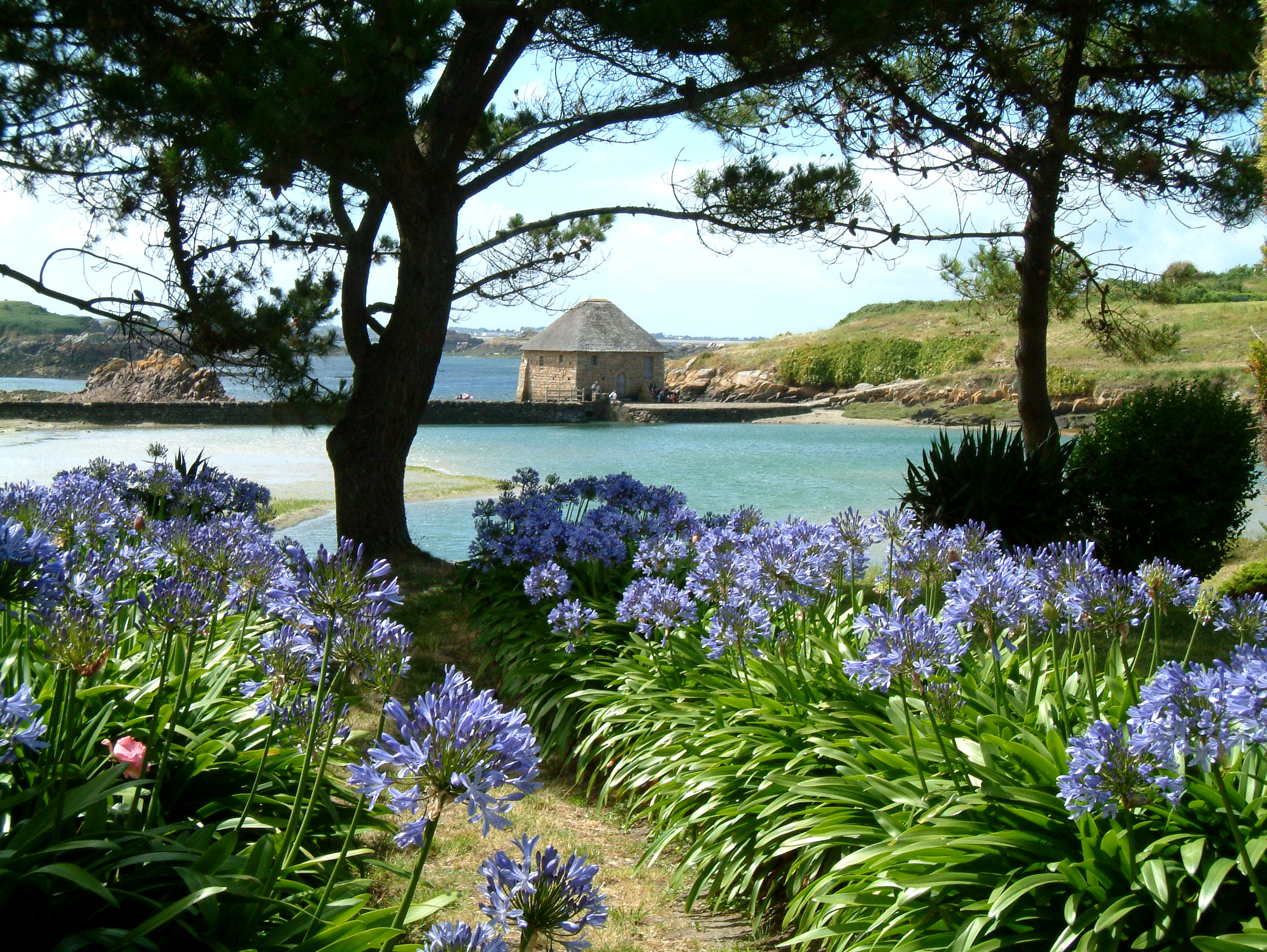

## Népesség
A település népességének változása:
| Lakosok száma | 653  | 511  | 461  | 438  | 406  | 378  | 361  | 352  | 377  | 427  |
|               | 1968 | 1982 | 1990 | 2006 | 2013 | 2015 | 2017 | 2019 | 2020 | 2022 |